# La Tache noire
Pour les articles homonymes, voir La Leçon de géographie et Mancha negra.
La Tache noire ou La leçon de géographie est une peinture d'Albert Bettannier réalisée en 1887 conservée au Musée historique allemand. Elle représente la tache noire qui apparaît sur une carte de France après que l'Allemagne a conquis l'Alsace-Moselle à la suite de la guerre franco-prussienne de 1871. Un enseignant en informe ses élèves, dans un tableau représentant le revanchisme.

## Contexte historique
Le traité de Francfort (signé le 10 mai 1871) confirme l'annexion d'une partie de l'Alsace et de la Lorraine (plus précisément, la Moselle, dont la ville de Metz.) En 1872, les habitants qui ont choisi de rester français s'installent en Lorraine française, notamment à Nancy, mais d'autres se rendent à Paris voire en Algérie. Albert Bettanier est né à Metz en 1851, et choisit la nationalité française en 1872.

## Description du tableau
Dans une salle de classe probablement située à Paris (vu la carte du fond représentant les limites administratives de la capitale française), un enseignant montre les "provinces perdues" sur une carte de France à un élève en uniforme de bataillon scolaire. Le bataillon scolaire Paul Bert (1833 - 1886), organisé par le ministre de l'Instruction publique en 1881, permet aux élèves de s'exercer à la marche, au tir et au maniement des armes. Initialement implantés à Paris, les bataillons scolaires sont généralisés à toute la France par un décret du 6 juillet 1882. Le culte de la patrie est entré à l'école, et les professeurs ont l'ambition de faire de leurs élèves de véritables patriotes. Au fond de la salle se trouve un râtelier où sont entreposés des fusils et derrière le bureau du professeur se trouve un tambour. Cette ambiance martiale est renforcée par la présence d'un étudiant vêtu de blanc et de la croix de la Légion d'honneur, suggérant son héroïsme.

## Annexe